# Acacia mollicula
Acacia mollicula é uma espécie de leguminosa do gênero Acacia, pertencente à família Fabaceae.